# Fallen Fruit (песня)
«Fallen Fruit» (с англ. — «Что это было») — песня новозеландской певицы Лорд. Она была выпущена лейблом Universal Music New Zealand в качестве четвёртого сингла третьего студийного альбома Solar Power, одновременно с релизом бонус-треков альбома на стриминговых сервисах 2 ноября 2021 года. Песня была написана и спродюсирована Лорд и Джеком Антоноффом, а бэк-вокал исполнили Фиби Бриджерс, Clairo, Марлон Уильямс и Лоуренс Аравия.

## История
«Fallen Fruit» — фолк-песня с электронными барабанами. Треклист Solar Power был обнародован 21 июня 2021 года, песня стала пятым треком альбома. Лаура Снейпс из The Guardian назвала «Fallen Fruit» песней протеста, назвав ее «сокрушенным цветочным причитанием по испорченному Эдему, доставшемуся ее поколению». Песня написана в тональности фа-диез минор и имеет темп 62 удара в минуту. Вокал Лорд варьируется от F#3 до B4. В треке звучат бэк-вокалы Фиби Бриджерс, Clairo, Марлона Уильямса и Лоуренса Арабиа.

## Отзывы
В NME Риан Дейли написала, что «в „Fallen Fruit“ речь идёт о поколениях, которые пришли до нас, осуждая их, в тревожной фолк-музыке», и отметила использование в треке меллотрона и верлиттера как звучащие «как будто они были извлечены из почвы, а не пронизаны электричеством». Рецензия Clash назвала песню «где-то между молитвой и панегириком», отметив, что «лишённая гармонии тяжесть звучит скорее как песня протеста Баэз или гимн военного времени, чем как трек Lorde». Рецензия предположила, что «Fallen Fruit» обращена к славе, сказав, что «её призрачная лирика смотрит прямо на славу», и назвав её гимном для «знаменитых друзей» Лорде.
Мэтт Митчелл из Paste назвал эту песню «публицистической статьёй Лорд об изменении климата», заявив, что видение мира Лорд «становится ясным» со строчки «Но как я могу любить то, что, как я знаю, я потеряю», написав, что «она видела дерьмовое шоу мира и просто хочет успокоиться, выкурить чашу и пройтись рука об руку с подружками по психоделическим садам». Автор Slant Сал Чинквемани назвал «Fallen Fruit» «центральной частью» Solar Power, утверждая, что песня «обращается к климатическому кризису с почти причудливым чувством удивления, а Лорде мягко порицает прошлые поколения за то, что они допустили такое разрушение».
В рецензии на Pitchfork Анна Гака назвала «Fallen Fruit» одной из двух «заклинательных интерлюдий» на Solar Power, которые «вдохновлены, если это можно так назвать, надвигающимся экологическим коллапсом», а второй композицией является «Leader of a New Regime». В журнале Beats Per Minute Роб Хакимиан сказал, что песня представляет собой «мимолётный комментарий о нашем вкладе в глобальное потепление», назвав её «весёлой». Джо Гоггинс, написавший для The Skinny, заявил, что «Fallen Fruit» — это «тихая волнистая» и «суровая элегия для планеты до климатического кризиса».

## Музыкальное видео
2 ноября 2021 года был выпущен клип на песню «Fallen Fruit», снятый в том же месте, что и клип на песню «Solar Power», режиссерами которого выступили Джоэл Кефали и Лорд. Говоря о связи между двумя клипами, Лорде сказала, что «в клипе „Solar Power“ вам представляли остров как пышный рай — сверкающая вода, голубое небо, ни одной песчинки не на своем месте (за исключением надоедливого пляжного мусора…). И вот: люди делают то, что они делают, жадничают, неуважительно относятся к земле и лишают ее красоты».

## Участники записи
По данным сервиса Tidal.
- Lorde — вокал, автор, продюсер
- Джек Антонофф — автор, продюсирование, 12-струнная акустическая гитара, бас, электрическая 6-струнная гитара, клавишные, меллотрон, перкуссия, фортепиано, электронное пианино Wurlitzer, микширование, программирование
- Фиби Бриджерс — фоновый вокал
- Clairo — фоновый вокал
- Лоуренс Аравия — фоновый вокал
- Марлон Уильямс — фоновый вокал
- Эван Смит — флейта, саксофон
- Малай — бас
- Лаура Сиск — микширование
- Крис Герингер — мастеринг
- Уилл Куиннелл — мастеринг

## Чарты
| Чарт (2021)                                        | Высшая позиция |
| -------------------------------------------------- | -------------- |
| Новая Зеландия (Artist Singles, Recorded Music NZ) | 8              |
| США (Billboard Hot Rock & Alternative Songs)       | 31             |